# Équipe du Cap-Vert masculine de volley-ball
L'équipe du Cap-Vert de volley-ball  est l'équipe nationale qui représente le Cap-Vert dans les compétitions internationales de volley-ball.
La sélection est éliminée en phase de groupes des Jeux africains de 2015sixième des Jeux africains de 2019.